# Amy Williams (tennis)
Pour les articles homonymes, voir Williams et Amy Williams.
Ne pas confondre avec Venus Williams et Serena Williams, également joueuses de tennis.
Amy Williams est une joueuse de tennis américaine de la fin du XIXe siècle.
Elle a notamment atteint quatre fois la finale du double dames à l'US Women's National Championship, entre 1892 et 1896, sans s'imposer avec aucune de ses quatre différentes partenaires.

## Palmarès (partiel)

### Finales en double dames
| No | Date       | Nom et lieu du tournoi                 | Catégorie | Surface      | Vainqueures                       | Partenaire       | Score           |          |
| -- | ---------- | -------------------------------------- | --------- | ------------ | --------------------------------- | ---------------- | --------------- | -------- |
| 1  | 21/06/1892 | US National Championships Philadelphie | G. Chelem | Gazon (ext.) | Mabel Cahill Adeline McKinlay     | Helen Day Harris | 6-1, 6-3        | Parcours |
| 2  | 12/06/1894 | US National Championships Philadelphie | G. Chelem | Gazon (ext.) | Juliette Atkinson Helen Hellwig   | Annabella Wistar | 6-4, 8-6, 6-2   | Parcours |
| 3  | 25/06/1895 | US National Championships Philadelphie | G. Chelem | Gazon (ext.) | Juliette Atkinson Helen Hellwig   | Elisabeth Moore  | 6-2, 6-3, 12-10 | Parcours |
| 4  | 17/06/1896 | US National Championships Philadelphie | G. Chelem | Gazon (ext.) | Juliette Atkinson Elisabeth Moore | Annabella Wistar | 6-4, 7-5        | Parcours |

### Finales en double mixte
| No | Date       | Nom et lieu du tournoi                 | Catégorie | Surface      | Vainqueures                    | Partenaire      | Score         |          |
| -- | ---------- | -------------------------------------- | --------- | ------------ | ------------------------------ | --------------- | ------------- | -------- |
| 1  | 25/06/1895 | US National Championships Philadelphie | G. Chelem | Gazon (ext.) | Juliette Atkinson Edwin Fisher | Mantle Fielding | 4-6, 8-6, 6-2 | Parcours |
| 2  | 17/06/1896 | US National Championships Philadelphie | G. Chelem | Gazon (ext.) | Juliette Atkinson Edwin Fisher | Mantle Fielding | 6-2, 6-3, 6-3 | Parcours |

## Parcours en Grand Chelem (partiel)
Si l’expression « Grand Chelem » désigne classiquement les quatre tournois les plus importants de l’histoire du tennis, elle n'est utilisée pour la première fois qu'en 1933, et n'acquiert la plénitude de son sens que peu à peu à partir des années 1950.

### En simple dames
| Année | - | - | Championnat de France | Championnat de France | Wimbledon | Wimbledon | US National    | US National     |
| ----- | - | - | --------------------- | --------------------- | --------- | --------- | -------------- | --------------- |
| 1891  | - | - | -                     | -                     | -         | -         | 1/4 de finale  | Lida Voorhees   |
| 1892  | - | - | -                     | -                     | -         | -         | 1er tour (1/8) | Harriet Butler  |
| 1894  | - | - | -                     | -                     | -         | -         | 1/4 de finale  | Helen Hellwig   |
| 1895  | - | - | -                     | -                     | -         | -         | 1/4 de finale  | J. Atkinson     |
| 1896  | - | - | -                     | -                     | -         | -         | 1/4 de finale  | Elisabeth Moore |
| 1902  | - | - | -                     | -                     | -         | -         | 1/4 de finale  | Helen Chapman   |

À droite du résultat, l’ultime adversaire.

### En double dames
| Année | - | - | - | - | Wimbledon | Wimbledon | US National             | US National               |
| ----- | - | - | - | - | --------- | --------- | ----------------------- | ------------------------- |
| 1892  | - | - | - | - | -         | -         | Finale Helen Day        | Mabel Cahill A. McKinlay  |
| 1893  | - | - | - | - | -         | -         | 1/4 de finale A. Wistar | A. Schultz Miss Stone     |
| 1894  | - | - | - | - | -         | -         | Finale A. Wistar        | J. Atkinson Helen Hellwig |
| 1895  | - | - | - | - | -         | -         | Finale E. Moore         | J. Atkinson Helen Hellwig |
| 1896  | - | - | - | - | -         | -         | Finale A. Wistar        | J. Atkinson E. Moore      |

Sous le résultat, la partenaire ; à droite, l’ultime équipe adverse.

### En double mixte
| Année | - | - | - | - | Wimbledon | Wimbledon | US National                 | US National              |
| ----- | - | - | - | - | --------- | --------- | --------------------------- | ------------------------ |
| 1893  | - | - | - | - | -         | -         | 1er tour (1/8) Joseph Clark | E. Roosevelt C. Hobart   |
| 1895  | - | - | - | - | -         | -         | Finale M. Fielding          | J. Atkinson Edwin Fisher |
| 1896  | - | - | - | - | -         | -         | Finale M. Fielding          | J. Atkinson Edwin Fisher |

Sous le résultat, le partenaire ; à droite, l’ultime équipe adverse.